# Targum Pseudo-Jonatana
Targum Pseudo-Jonatana (Targum Jeruszalmi I, Targum jerozolimski I) – targum aramejski zawierający interpretację Tory, zredagowany około VII wieku n.e. Reprezentuje on szkołę palestyńską (zachodnią).

## Autor
Według Talmudu Jonatan ben Uzziel, uczeń Hillela Starszego, zredagował aramejskie tłumaczenie proroków nazwane z tego powodu Targumem Jonatana. Jednocześnie nie ma żadnej historycznej wzmianki o jakimkolwiek tłumaczeniu przez niego Tory. Stąd istnieje zgodność badaczy, że ten targum nie jest dziełem Jonatana ben Uzziela. Pierwsza znana atrybucja pochodzi od włoskiego kabalisty Menahena Recanatiego (ok. 1320 r.). W XVI wieku de Rossi poświadcza, że widział dwa bardzo podobne kompletne targumy do Tory, z których jeden nazwano Targumem Jonatana ben Uzziela, a drugi Targumem Jeruszalmi. Prawdopodobnie oryginalny tytuł dzieła to Targum Jeruszalmi, co oznaczono w manuskryptach skrótem תי (TJ), który następnie odczytano jako inicjały i nieprawidłowo rozwinięto jako Targum Jonatana a dalej błędnie rozszerzono do Targum Jonatana ben Uzziela. Z tego też względu ten targum Tory nazywa się obecnie „Targumem Pseudo-Jonatana”.

## Opis
Targum Pseudo-Jonatana jest typowym przykładem targumu palestyńskiego, gdyż nie ogranicza się on do literalnego tłumaczenia tekstu hebrajskiego, lecz zawiera wiele dodatków w oparciu o tradycje rabiniczne. Odzwierciedla więc sposób w jaki być może interpretowano Biblię w dawnych palestyńskich synagogach. Z drugiej strony występuje w nim wiele podobieństw do Targumu Onkelosa (są one różnie tłumaczone).
W obecnej formie targum ten nie mógł pojawić przed drugą połową VII wieku, ponieważ wzmiankuje on w komentarzu do Księgi Rodzaju 21:21 żonę i córkę Mahometa. Podobnie w Rodzaju 49:26 opisuje Izmaela i Ezawa jako przedstawicieli świata muzułmańskiego. Targum ten obejmuje prawie cały Pięcioksiąg. Jedyne brakujące fragmenty to: Rodzaju 6:15, 10:23, 18:4, 20:15, 24:28, 41:49, 44:30-31; Wyjścia 04:08; Kapłańska 24:4; Liczb 22:18, 30:20b-21a; 36:8-9.
Targum przybiera formę wolnej interpretacji religijnej. Duża jego część to legendy, ale także dialogi oraz retoryczne i poetyckie dygresje. Parafrazą omówiono również religijne i metafizyczne koncepcje, co jest typowe dla żydowskich mistyków żyjących w VII wieku.

## Manuskrypt
Jedyny zachowany manuskrypt tego targumu to MS 27031 w British Library. Zawiera on 231 folio zapisanych charakterystycznym włoskim stylem. Papier jest dobrze zachowany, pismo łatwo odczytywalne. Nie ma w nim ani interpunkcji ani wokalizacji. Każdy werset zaczyna się od pierwszego hebrajskiego słowa danego wersetu w Biblii Hebrajskiej.

## Wydania
Targum Pseudo-Jonatana po raz pierwszy został wydrukowany w Wenecji w 1591 roku przez Aszera Forinsa (editio princeps). To wydanie pochodziło z innego manuskryptu, który należał do rodziny Foa z Reggio. Tamten manuskrypt był podobno, ale nie identyczny względem tego londyńskiego (znaczna liczba wspólnych błędów, mimo różnic, wskazuje raczej na wspólnego przodka). Został on także zamieszczony w IV tomie Poligloty londyńskiej.
M. Ginsburger wydał w 1903 roku jako pierwszy manuskrypt londyński (Targum Jonathan ben Usiel zum Pentat, Berlin). Wydanie to zawierało wiele błędów.
Nowe wydanie londyńskiego manuskryptu przygotował D. Rieder w 1974 roku (Pseudo-Jonathan: Targum Jona!han Ben Uziel on the Pentateuch Copied from !he London MS. British Museum add. 27031, Jerusalem).